# Tapalapa
Pour l’article homonyme, voir Tapalapa (pain).
Tapalapa est une municipalité du Chiapas, au Mexique. Elle couvre une superficie de 32,3 km2 et compte 3 839 habitants en 2015.